# Kloster St. Peter (Regensburg)
Das Kloster Weih Sankt Peter ist ein ehemaliges Kloster der Benediktiner in Regensburg in Bayern in der Diözese Regensburg.

## Geschichte
Das St. Peter geweihte Kloster wurde in Regensburg unter Marianus Scottus, einem irischen Mönch, um 1070 außerhalb des Stadtgebiets vor der Arnulfinischen Stadtmauer auf dem Gelände nördlich des heutigen Regensburger Hauptbahnhofs gegründet. Marianus befand sich mit zwei Begleitern auf einer Pilgerreise nach Rom und machte Station in Regensburg, wo sein Landsmann Mercherdach seit etwa 1050  als Inkluse in einer Zelle beim Stift Obermünster lebte. Wie eine Legende berichtet, traf Marianus beim morgendlichen Aufbruch zur Weiterreise auf das vor der Stadtmauer liegende, dem  heiligen Petrus geweihte Kirchlein Weih St. Peter, das ihm im nächtlichen Traum als dauernder Aufenthaltsort angewiesen worden war. Das Kirchlein wurde ihm von der Äbtissin des Stiftes Obermünster überlassen. Mit Unterstützung reicher Bürger der Stadt erbaute Marianus ein kleines Kloster gleichen Namens, das 1075 bezogen und zu einem Ausgangspunkt irischer Benediktinerklöster auf deutschen Boden wurde. Marianus starb nach 1080; sein Ruf war bis nach Irland gedrungen, von wo aus viele Mönche nach Deutschland aufbrachen, dass in Regensburg der Neubau eines großen Klosters begonnen wurde, aus dem später das heutige Benediktinerklosters St. Jakob (Regensburg) hervorging. Von dort wurde auch das Schottenkloster Eichstätt besiedelt.
In Regensburg wurde das alte Klostergebäude Weih St. Peter 1552 in Vorbereitung auf erwartete kriegerische Auseinandersetzungen im Schmalkaldischen Krieg abgebrochen, um feindlichen Truppen vor der Stadtmauer keine Deckung und Unterschlupf zu bieten. Alle Reste des Gebäudes wurden beseitigt, so dass die ehemalige bauliche Anlage des Klosters nicht mehr fassbar ist. Die Erinnerung an das Kloster blieb erhalten in den Namen von Petersweg, Peterstor, (ehemals Weih-St.-Peters-Tor), Peterskirchlein und dem ehemaligen Petersfriedhof.

## Priore
Irische Zeit (1075–1515):
- Deocarus: 1140
- Gerhard: 1150
- Gerhard: 1194
- Finan: 1204
- Felix: 1212
- Thaddaeus: 1216
- Deocarus: 1243
- Dominellus: um 1260
- Donellus: 1279
- Dominellus: 1282, 1284
- Macrobius: 1294, 1295
- David: 1311
- Johannes: 1315
- Petrus: 1318
- Gilbert: 1322
- Johannes: 1327–1330
- David: 1339–1339
- David: 1349
- Matthäus: 1350, 1363
- Petrus: 1364
- Matthäus: 1366–1369
- Eugen: 1373–1396
- Wilhelm: 1408, 1410
- Philipp: 1319
- Thaddäus Orygayn: 1422–1439
- Otto: 1439–1442
- Carl: 1444
- Thaddäus Oemaerkaechaen: 1449
- Otto: 1459
- Mauritius: 1461–1462
- Cornelius: 1474, 1479
- Edmund: 1482
- Matthäus: 1482
- Thomas: 1482–1483
- Donatus: 1486, 1491
- Nikolaus: 1493
- Philipp: 1494–1498
- Cornelius: 1498
- Donatus: 1501–1503
- Alban: 1503
- Johannes: 1504–1511
- Richard: 1514

Schottische Zeit (1515–1552):
- Johannes Denys: 1515–1520
- Andreas Ruthven: 1520–1523
- Wilhelm Purves: 1523–1530
- Hieronymus Scott: 1530–1531
- Marianus Barclay: 1531–1540
- Hieronymus Scott: 1540–1546
- Alexander Bog: 1546–1550
- Balthasar Dawson: 1550–1552